# Gäddtjärnen (Svärdsjö socken, Dalarna, 674781-152134)
Gäddtjärnen är en sjö i Falu kommun i Dalarna och ingår i Gavleåns huvudavrinningsområde.